# Leichtathletik-Weltmeisterschaften 2011/Teilnehmer (Algerien)
| Gelbes Symbol für Goldmedaillen mit stilisierten Olympischen Ringen | Graues Symbol für Silbermedaillen mit stilisierten Olympischen Ringen | Braundes Symbol für Bronzemedaillen mit stilisierten Olympischen Ringen |
| ------------------------------------------------------------------- | --------------------------------------------------------------------- | ----------------------------------------------------------------------- |
| —                                                                   | —                                                                     | —                                                                       |

Der algerische Leichtathletik-Verband stellte bei den Leichtathletik-Weltmeisterschaften 2011 im koreanischen Daegu zehn Teilnehmer.

## Ergebnisse

### Männer

#### Laufdisziplinen
| Athlet             | Disziplin    | Vorlauf      | Vorlauf | Halbfinale    | Halbfinale    | Finale        | Finale        |
| Athlet             | Disziplin    | Zeit         | Platz   | Zeit          | Platz         | Zeit          | Platz         |
| ------------------ | ------------ | ------------ | ------- | ------------- | ------------- | ------------- | ------------- |
| Mahfoud Brahimi    | 800 m        | 1:46,94 min  | 21      | 1:46,79 min   | 18            | ausgeschieden | ausgeschieden |
| Tarek Boukensa     | 1500 m       | 3:41,87 min  | 23      | 3:36,84 min   | 23            | 3:38,05 min   | 11            |
| Taoufik Makhloufi  | 1500 m       | 3:40,15 min  | 12      | 3:50,86 min   | 24            | ausgeschieden | ausgeschieden |
| Rabah Aboud        | 5000 m       | 14:00,34 min | 29      |               |               | ausgeschieden | ausgeschieden |
| Mounir Mihout      | 5000 m       | DNF          | DNF     |               |               | ausgeschieden | ausgeschieden |
| Othmane Hadj Lazib | 110 m Hürden | 13,63 s      | 21      | ausgeschieden | ausgeschieden | ausgeschieden | ausgeschieden |

#### Sprung/Wurf
| Athlet              | Disziplin  | Qualifikation | Qualifikation | Finale        | Finale        |
| Athlet              | Disziplin  | Weite/Höhe    | Platz         | Weite/Höhe    | Platz         |
| ------------------- | ---------- | ------------- | ------------- | ------------- | ------------- |
| Seif Islam Temacini | Dreisprung | NMW           | NMW           | ausgeschieden | ausgeschieden |

#### Zehnkampf
| Athlet         | Disziplin | 100 m      | Weit- sprung | Kugel- stoßen | Hoch- sprung | 400 m      | 110 m Hürden | Diskus- wurf | Stabhoch- sprung | Speer- wurf | 1500 m         | Punkte | Platz |
| -------------- | --------- | ---------- | ------------ | ------------- | ------------ | ---------- | ------------ | ------------ | ---------------- | ----------- | -------------- | ------ | ----- |
| Larbi Bourrada | Ergebnis  | 10,88 s SB | 7,42 m SB    | 13,11 m SB    | 1,96 m       | 47,34 s SB | 14,56 s SB   | 37,84 m      | 4,90 m PB        | 59,00 m SB  | 4:14,97 min SB | 8158   | 10    |
| Larbi Bourrada | Punkte    | 888        | 915          | 674           | 767          | 941        | 903          | 621          | 880              | 723         | 846            | 8158   | 10    |

### Frauen

#### Laufdisziplinen
| Athletin     | Disziplin | Vorlauf     | Vorlauf | Halbfinale  | Halbfinale | Finale        | Finale        |
| Athletin     | Disziplin | Zeit        | Platz   | Zeit        | Platz      | Zeit          | Platz         |
| ------------ | --------- | ----------- | ------- | ----------- | ---------- | ------------- | ------------- |
| Zehra Bouras | 800 m     | 2:02,77 min | 22      | 2:12,08 min | 23         | ausgeschieden | ausgeschieden |

#### Sprung/Wurf
| Athletin     | Disziplin  | Qualifikation | Qualifikation | Finale     | Finale |
| Athletin     | Disziplin  | Weite/Höhe    | Platz         | Weite/Höhe | Platz  |
| ------------ | ---------- | ------------- | ------------- | ---------- | ------ |
| Baya Rahouli | Dreisprung | 14,30 m       | 8             | 14,12 m    | 8      |